# Manuel Pereira da Silva

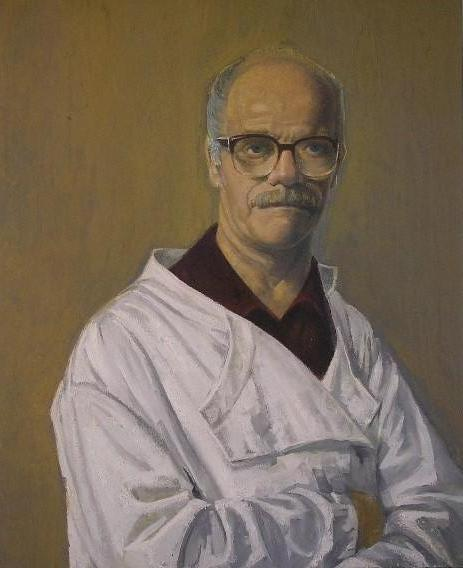
Selbstporträt

Manuel Pereira da Silva (* 7. Dezember 1920 in Porto; † 2003) war ein portugiesischer Bildhauer.
Das Werk von Manuel Pereira da Silva steht einerseits der abstrakten Kunst nahe, ist aber andererseits an die Abbildung des Menschen angelehnt. Im Jahre 2000 erhielt Manuel Pereira da Silva eine Auszeichnung für kulturelle Leistungen vom Rat der Stadt Vila Nova de Gaia.

## Ausbildung
Von 1939 bis 1943 besuchte er die Hochschule der Bildenden Künste (Escola Superior de Belas-Artes) der Universität Porto. Während seines Studiums wurde er mit zwei Preisen ausgezeichnet, „Teixeira Lopes“ und „Soares dos Reis“.
In den Jahren 1946 und 1947 studierte er in Paris an der École des Beaux-Arts.

## Ausgewählte Werke und Ausstellungen
- III. Ausstellung von unabhängigen Künstlern, im Coliseum von Porto (1944)
- Bas-Relief in Stein im Rivoli Theater und im Coliseum, Porto (1945)
- Ausstellung zu portugiesischem Leben und portugiesischer Kunst in Lourenço Marques, Mosambik (1946)
- Ausstellung Moderner Kunst in Caldas da Rainha (1954)
- Bronzeskulptur von General Ulysses S. Grant, Präsident der Vereinigten Staaten von Amerika zwischen 1868 und 1876. Dieses Denkmal wurde durch die portugiesische Regierung bei Pereira da Silva für die Hauptstadt von Guinea-Bissau bestellt (1955)
- Gemälde in der Kirche der Santa Lucia in Viana do Castelo (1956)
- Bildnis Schneewittchen in der Rua Santa Catarina in Porto (1957)
- Bronzeskulptur auf der Praça do Marquês de Pombal in Porto (1958)
- II. Ausstellung Moderner Kunst in Viana do Castelo (1959)
- Bas-Relief aus Keramik in Luanda der Hauptstadt von Angola (1960)
- Bas-Relief aus Stein D. Pedro Pitões exortando os cruzados (D. Pedro Pitões beim Aufbruch zum Kreuzzug) im Justizpalast in Porto
- II. Ausstellung der Bildhauerkunst der Stiftung Calouste Gulbenkian, in Lissabon (1962)
- Retrospektive seiner Werke und Hommage an den Künstler durch die Künstler-Vereinigung von Vila Nova de Gaia (1987)